# Nuclear Seasons
„Nuclear Seasons” este un cântec al cântăreței britanice Charli XCX, extras de pe EP-ul ei de debut, You're the One (2011), iar mai târziu a fost inclus pe albumul ei de studio de debut, True Romance (2013). Acesta a fost lansat ca al doilea single al EP-ului pe data de 21 octombrie 2011 de casele de discuri This Is Music, Atlantic și Warner Music UK. Piesa Nuclear Seasons a fost scrisă  de Charli, Justin Raisen și Ariel Rechtshaid, în timp ce acesta din urmă a produs piesa.

## Lista pieselor
- CD single

1. "Nuclear Seasons" — 3:44

- Digital EP

1. "Nuclear Seasons" — 3:44
2. "Nuclear Seasons" (Hackman Remix) — 4:35
3. "Nuclear Seasons" (Night Plane Remix) — 4:45
4. "Nuclear Seasons" (Night Plane Extended Remix) — 7:01